# Cartulario di Landévennec
Il cartulario di Landévennec (in francese: cartulaire de Landévennec) è un insieme di manoscritti in lingua latina, redatti tra il IX e il X secolo nell'abbazia della città bretone di Landévennec (Finistère), nel nord-ovest della Francia.
Si tratta dei più antichi manoscritti attestati nel Finistère e di una delle più importanti fonti per la conoscenza della storia della Bretagna (in particolare della Cornouaille) medievale, oltre che dell'onomastica e toponomastica della regione.

## Descrizione
Il manoscritto consta di 164 fogli in pergamena dell'altezza di 270 mm e della larghezza di 180 mm redatti in minuscolo carolingio.
Del testo del cartulario di Landévennec, si distinguono sostanzialmente due parti, una di carattere agiografico e un'altra di carattere diplomatico-giuridico.
La parte di carattere agiografico è quella che va dal foglio 1 al foglio 140: risale al IX secolo e tratta in gran parte della vita di Vinvaleo (forma antica: Uinualoë; in bretone: Gwenole o Gwennole), fondatore dell'Abbazia di Landévennec, presente in tre diverse versioni, una delle quali viene attribuita all'abate Wrdisten, che l'avrebbe redatta prima dell'884.

Vi si trovano poi, tra l'altro, alcuni documenti di un autore anonimo che trattano della vita di San Idunet (o San Ethbin) e tre inni (uno dei quali composto dall'abate Clément tra l'857 e l'874) dedicati a san Vinvaleo.
La parte restante del cartulario, ovvero quella che va dal foglio 141 al foglio 165, comprende documenti relativi ai diritti sul possesso dell'Abbazia di Landévennec e fu redatta tra il IX e il X secolo.